# نایجل لو وایان
نایجل لو وایان (انگلیسی: Nigel Le Vaillant؛ زادهٔ ۱۱ ژوئن ۱۹۵۸) بازیگر اهل بریتانیا است.
از فیلم‌ها یا مجموعه‌های تلویزیونی که وی در آن‌ها نقش داشته‌است، می‌توان به تلفات، مارگارت، باغ نیمه‌شب تام و پوآرو اشاره نمود.